# Диджей Мъгс
Диджей Мъгс (на английски: DJ Muggs), познат още и като Мъгс, e американски музикант, диджеят и продуцентът на рап групата Cypress Hill. Той е наполовина италианец, наполовина американец, а фамилното му име Muggerud e с норвежки произход.

## Биография
Диджей Мъгс е роден под името Лорънс Мъгерърд на 28 януари 1968 година, в Ню Йорк.
Започва музикалната си кариера като член на 7А3, но скоро звукозаписната компания, с която работят, се отказва от тях. Така Muggs попада в Cypress Hill и създава уникалното звучене на групата, която е сред най-известните и популярни хип-хоп групи на 21 век. Изявява се и като солов изпълнител, а освен това работи заедно и с Tricky. Muggs e продуцирал албуми на House of Pain и Funkdoobiest; и парчета на изпълнители като Ice Cube, KRS-One, Eminem и MC Eight. Като член на скандалната група The Soul Assassins, Muggs притежава и свое собствено сателитно радио шоу на Shade 45 наречено „Mash-Up Radio“.
Последният проект на DJ Muggs e албумът Grandmasters, по който работи с легендарния хип-хоп изпълител Genius (GZA). The Grandmasters LP e един от първите два албума, издадени от Angeles Records – музикалната компания, създадена от Muggs и хип-хоп дуото Self Scientific. Впоследствие се появява албум с инструменталите на Grandmasters, а е обявен и съвместен бъдещ албум със Sick Jacken от Psycho Realm носещ името Legend of the Mask and the Assassin.
Бийтовете на Muggs са известни със своето сухо, но и задушевно звучене. По-голямата част от творчеството на Cypress Hill e минималистично; с остро звучене на барабани и бас. Такъв е стила и на The Grandmasters. Интересен е фактът, че в края на 90-те и началото на 2000 г., Cypress Hill включват и рок елементи в техните бийтове като крайният резултат е един рапкор звук, близък до този на Rick Rubin. Новото звучене на групата поражда противоречиви реакции сред феновете – някои недоволстват, а други приветстват промяната.
Напоследък Muggs се е посветил на рок mash-ups, като начинанието му намира израз в собственото му сателитно радио шоу на Shade 45.
Следващата колаборация направи с Planet Asia албумът наречен Pain Languege както винаги с мощното звучене на Мъггс.
Soul Assassins 3-Intermision е така дългоачакваната компилация за феновете, но това което го отличава тази от предходните е че албума не е изцяло на мъггс, а на целия набор от продуценти в Soul Assassins. Песента reb yo shit feat sick jacken and necro е от предсоящия нов vs проект на Мъггс озаглавен P.C.P. или Psycho Realm/Cypress hill/Psycho+logigal records

## Дискография

### Соло
- 1997 – Soul Assassins - Chapter 1
- 1999 – Juxtapose
- 2000 – Soul Assassins - II
- 2003 – Dust
- 2005 – Grandmasters (vs. GZA)
- 2007 – Grandmasters Remix Album
- 2007 – Legend of the Mask and the Assassin (vs. Sick Jacken)
- 2008 – Pain Languege vs Planet Asia
- 2009 – Soul Assassins 3 - intermision
- 2009 – Dust unrealesed tracks
- 20?? – P.C.P

### Със Cypress Hill
- 1991 – Cypress Hill
- 1993 – Black Sunday
- 1995 – Cypress Hill III: Temples of Boom
- 1996 – Unreleased and Revamped
- 1998 – IV
- 1999 – Los grandes éxitos en español
- 2000 – Skull & Bones
- 2000 – Live At The Fillmore
- 2001 – Stoned Raiders
- 2004 – Till Death Do Us Part
- 2005 – Greatest Hits From the Bong